# Столыпин, Аркадий Петрович
Арка́дий Петро́вич Столы́пин (20 июля 1903, Калнаберже, Ковенская губерния — 11 декабря 1990, Париж) — французский писатель и публицист русского происхождения. Занимался русской и французской журналистикой. Единственный сын председателя Совета министров Российской империи П. А. Столыпина.

## Биография

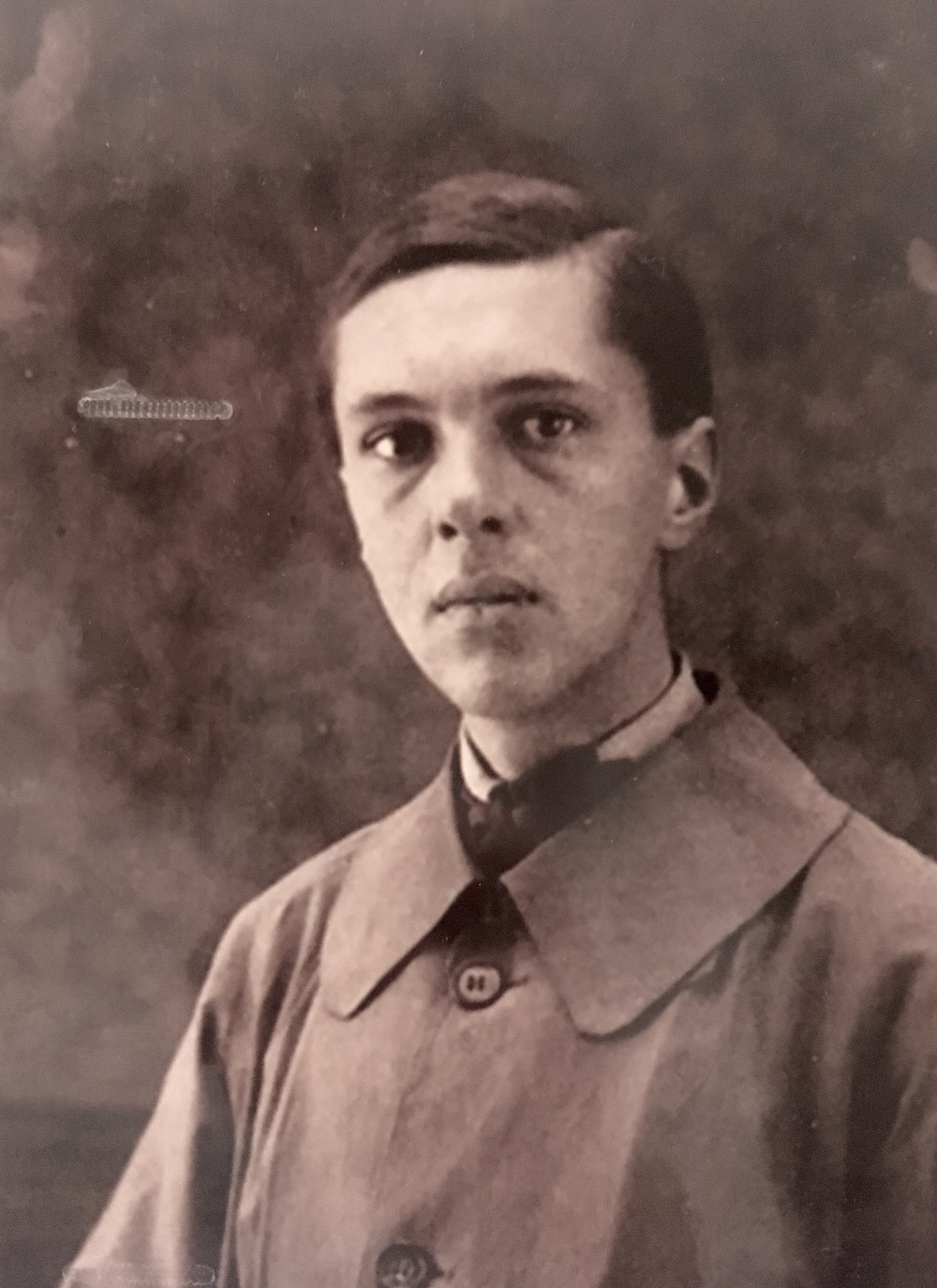
Столыпин Аркадий Петрович. Сын министра Столыпина П.А. Примерно 1920-е гг.

Родился в имении Столыпиных — Колноберже Ковенской губернии, ныне территория Литвы.
С 1920 года жил в эмиграции.
В 1924 году поступает во французскую военную школу в Сен-Сире, но вынужден прервать обучение по состоянию здоровья.
С 1935 года — член НТС.
Работал банковским служащим до начала Второй мировой войны. Потом, в условиях военного времени, сосредоточился на подпольной политической деятельности НТС (Народно-Трудового Союза российских солидаристов).
Был председателем отдела НТС во Франции с 1942 по 1949 год, редактором в информационном агентстве Франс-Пресс. Долгие годы был председателем суда совести и чести НТС.
С 1969 года — член Редакционной коллегии эмигрантского журнала «Посев», выпускаемого в Германии.
С 1984 года — член церковного Свято-Князь-Владимирского братства (Германия).

## Сочинения
- «Монголия между Москвой и Пекином»
- «Поставщики ГУЛага»
- «П. А. Столыпин. 1862—1911». — Париж: издательство не указано, 1927. — 102 с.
- «На службе России» — Франкфурт-на-Майне: Изд-во «Посев», 1986. — 308 с. ISBN 3-7912-2010-1

## Семья
Жена (1930, Париж, собор Александра Невского): Франсуаза Грасия Луи (26.06.1908—14.02.1993), дочь бывшего посла Франции Жоржа Луи и Пас де Ортеги Морехон. В браке родились:
- Пётр (1931—1967). Жена: Анн Мари Блондо (ум. 1972). Брак бездетный
- Дмитрий (10.06.1934—10.11.2014), как и отец, работал во «Франс-Пресс». Женат на Анн;
  - Аркадий — занимается бизнесом, имеет 3 дочерей и сына Николя (род. 1992);
  - Александр — художник[3];
  - Софи
- Мария-Пас (6.07.1947—22.11.1999) — не оставила наследников.